# پیام‌رسان ویندوز لایو
پیام‌رسان ویندوز لایو و پیش‌تر پیام‌رسان ام‌اس‌ان یک نرم‌افزار پیام‌رسانی فوری چندسکویی توسعه داده شده توسط مایکروسافت بود. این نرم‌افزار اولین بار در ۱۳ دسامبر ۲۰۰۵ عرضه شد.
این برنامه بخشی از خدمات برخط ویندوز لایو مایکروسافت بود. 